# Ronde van Lombardije 2002
De Ronde van Lombardije 2002 was de 96e editie van deze eendaagse Italiaanse wielerwedstrijd, en werd verreden op zaterdag 19 oktober 2002. Het parcours leidde van Cantù naar Bergamo en ging over een afstand van 251 kilometer. 
Michele Bartoli won vóór zijn landgenoot Davide Rebellin in een gemiddelde snelheid van 40,180 kilometer per uur. Van de 192 gestarte renners kwamen er slechts 77 over de eindstreep. De Ronde van Lombardije was de tiende en laatste race in strijd om de wereldbeker 2002. Die werd gewonnen door Paolo Bettini. 

## Uitslag
| Ronde van Lombardije 2002 |                      |                        |          |
| Plaats                    | Naam                 | Ploeg                  | Tijd     |
| Winnaar                   | Michele Bartoli      | Fassa Bortolo          | 6u14'49" |
| 2                         | Davide Rebellin      | Team Gerolsteiner      | z.t.     |
| 3                         | Oskar Camenzind      | Phonak Hearing Systems | z.t.     |
| 4                         | Marco Serpellini     | Lampre-Daikin          | z.t.     |
| 5                         | Francesco Casagrande | Fassa Bortolo          | z.t.     |
| 6                         | Michael Boogerd      | Rabobank               | z.t.     |
| 7                         | Pablo Lastras        | iBanesto.com           | z.t.     |
| 8                         | Joseba Beloki        | ONCE-Eroski            | z.t.     |
| 9                         | Dario Frigo          | Tacconi Sport-Emmegi   | z.t.     |
| 10                        | Francisco Mancebo    | iBanesto.com           | z.t.     |
|                           |                      |                        |          |
| 31                        | Dave Bruylandts      | Domo-Farm Frites       | + 27"    |

1905 · 1906 · 1907 · 1908 · 1909 · 1910 · 1911 · 1912 · 1913 · 1914 · 1915 · 1916 · 1917 · 1918 · 1919 · 1920 · 1921 · 1922 · 1923 · 1924 · 1925 · 1926 · 1927 · 1928 · 1929 · 1930 · 1931 · 1932 · 1933 · 1934 · 1935 · 1936 · 1937 · 1938 · 1939 · 1940 · 1941 · 1942 · 1943 · 1944 · 1945 · 1946 · 1947 · 1948 · 1949 · 1950 · 1951 · 1952 · 1953 · 1954 · 1955 · 1956 · 1957 · 1958 · 1959 · 1960 · 1961 · 1962 · 1963 · 1964 · 1965 · 1966 · 1967 · 1968 · 1969 · 1970 · 1971 · 1972 · 1973 · 1974 · 1975 · 1976 · 1977 · 1978 · 1979 · 1980 · 1981 · 1982 · 1983 · 1984 · 1985 · 1986 · 1987 · 1988 · 1989 · 1990 · 1991 · 1992 · 1993 · 1994 · 1995 · 1996 · 1997 · 1998 · 1999 · 2000 · 2001 · 2002 · 2003 · 2004 · 2005 · 2006 · 2007 · 2008 · 2009 · 2010 · 2011 · 2012 · 2013 · 2014 · 2015 · 2016 · 2017 · 2018 · 2019 · 2020 · 2021 · 2022 · 2023 · 2024 · 2025